# Francesco Stocco
Francesco Stocco (Adami, 1º marzo 1806 – Nicastro, 5 novembre 1880) è stato un patriota e generale italiano.

## Biografia
Nacque, durante il regno di Giuseppe Bonaparte, ad Adami di Decollatura da famiglia aristocratica e filoborbonica, e venne tenuto a battesimo dal futuro re Francesco I delle Due Sicilie a Messina.
Accolto come paggio alla corte borbonica, a Napoli frequentò la scuola del letterato Basilio Puoti e si avvicinò agli ambienti mazziniani. Nel 1847 fu arrestato per la sua ostilità al regime borbonico e liberato all'inizio del 1848. Ritornato lo stesso anno in Calabria, ebbe una parte di primo piano nella rivoluzione calabrese della primavera del 1848 guidando l'insurrezione dell'Angitola. Il fallimento dei moti calabresi, e la successiva repressione borbonica lo costrinsero all'esilio dapprima a Malta e successivamente, nel 1850, nello stato Sabaudo, a Genova.
Nel 1860 fu uno de i Mille, inizialmente al comando di una compagnia. Fu ferito gravemente ad un braccio a Calatafimi. Sbarcato in Calabria, organizzò il corpo dei volontari garibaldini dei Cacciatori della Sila, raggiungendo il grado di maggior generale il 27 agosto 1860, alla vigilia del disarmo dell'armata borbonica del generale Ghio a Soveria Mannelli il 30 agosto 1860. La sua azione in Calabria portò in ultima analisi all'evacuazione di Napoli da parte di Francesco II e contribuì quindi grandemente al successo della spedizione di Garibaldi.
Dopo l'unità d'Italia entrò col grado di generale nell'esercito regolare (1862) ed ebbe il comando della brigata Aosta che però lasciò quasi subito per motivi di salute. Collocato a riposo nel 1863 ed insignito del titolo di commendatore dell'Ordine dei Santi Maurizio e Lazzaro, si ritirò nel suo paese natale.
Fece parte della Commissione istituita nel dicembre 1861, per redigere il primo elenco dei Mille che sbarcarono a Marsala l'11 maggio 1860. La Commissione era composta dai generali: Vincenzo Giordano Orsini, Francesco Stocco, Giovanni Acerbi, i colonnelli; Giuseppe Dezza, Guglielmo Cenni e Benedetto Cairoli, Giorgio Manin, i maggiori; Luigi Miceli e Antonio Della Palù, i maggiori; Giulio Emanuele De Cretsckmann, Francesco Raffaele Curzio e Davide Cesare Uziel, i capitani; Salvatore Calvino e Achille Argentino. La Commissione rilasciò delle autorizzazioni a fregiarsi della medaglia decretata dal Consiglio civico di Palermo il 21 giugno 1860 per gli sbarcati a Marsala. Un altro Giurì d'onore riesaminò i titoli dei componenti la spedizione e il Ministero della Guerra pubblicò un nuovo Elenco dei Mille di Marsala, nel bollettino n.21, nell'anno 1864, in base al quale furono concesse le pensioni. Sulla base del secondo elenco fu redatto in modo definitivo il documento della Gazzetta ufficiale del Regno d'Italia del 12 novembre 1878.

## Omaggi
Il suo nome fu dato a un cacciatorpediniere della Regia Marina italiana, varato nel 1926.
Il Consiglio provinciale di Catanzaro fece erigere un monumento in marmo di Carrara, realizzato dallo scultore Giuseppe Scerbo, inaugurato a Catanzaro il 20 settembre 1898.